# حلمي فولكان ديمر
حلمي فولكان ديمر (بالتركية: Hilmi Volkan Demir)‏ مواليد 4 يوليو 1976 في قارص، تركيا، عالم تركي فيزيائي، فاز بعدة جوائز عالمية.